# Истрия
И́стрия (хорв. и словен. Istra, итал. Istria) — крупнейший полуостров в Адриатическом море. Большая его часть принадлежит Хорватии, за исключением небольшой северной части, принадлежащей Словении, и города Муджа, принадлежащего Италии.   

## Общие сведения

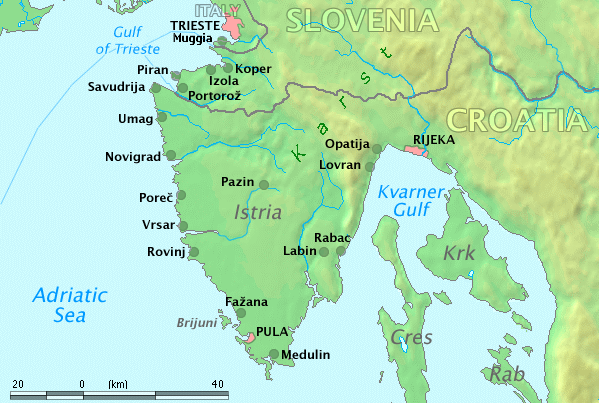
Истрия

Истрия — крупнейший полуостров Адриатического моря, только с северной и лишь отчасти с восточной стороны связанный с материком. С северо-запада от полуострова лежит Триестский залив, с востока — залив Кварнер.
Крупнейшие города хорватской части Истрии: Пула — 57 460 жителей (2011 г.), Ровинь — 13 647, Пореч — 10 448, Лабин — 7904, Опатия — 7850, Умаг — 7769, Пазин — 4986.
На адриатическом побережье, совсем рядом с Истрией, находится третий по величине хорватский город — Риека.
Крупнейшие города словенской части Истрии лежат цепочкой на 30-километровом участке словенского побережья: Копер — 23 726 жителей (2002), Изола — 10 381, Пиран — 4143 и Порторож — 2849 человек.
Полуостров Истрия — привлекательное туристическое направление. Отдыхающих привлекают как красивые пейзажи и великолепные пляжи в уютных бухтах, так и старинные красивые городки в венецианском стиле.

## Природа

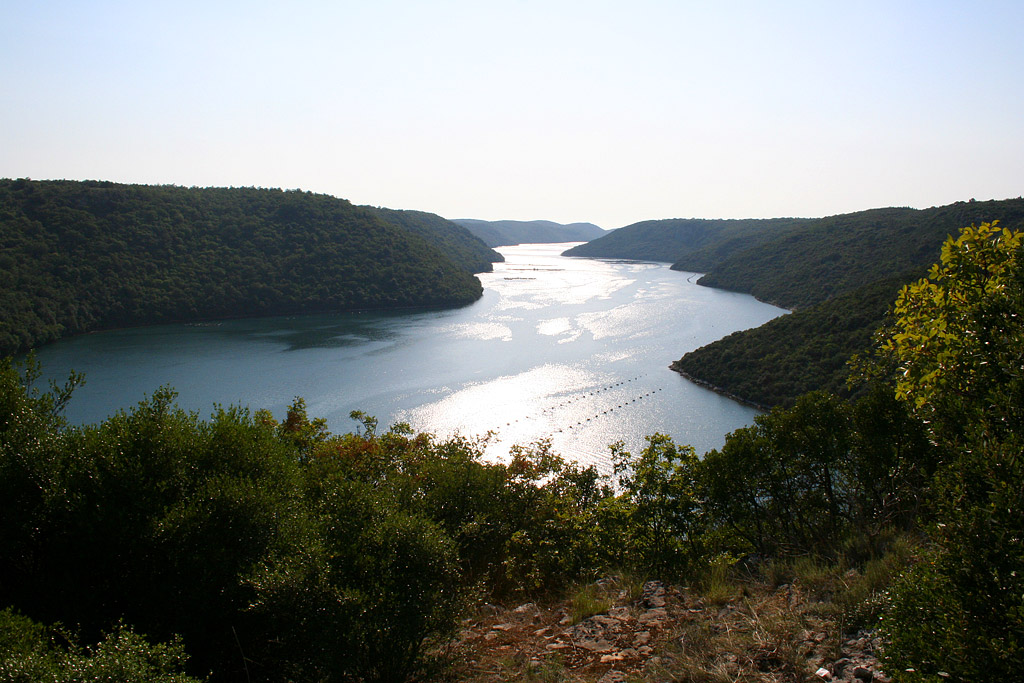
Лимский залив

Поверхность Истрии представляет возвышенность, спускающуюся уклоном с севера на юг и наполненную отрогами небольшого горного массива Чичария (Čičarija). Высочайшая вершина полуострова, гора Учка (Učka), поднимается на 1396 метров. Со стороны Кварнерского залива, где отроги подходят к самому морю, они образуют утёсы и скалы. Почву образуют известковые породы. Пресной водой полуостров очень беден: самые большие реки — Мирна на западном берегу и Раша на восточном и единственное маленькое Чепичкое озеро.
Изрезанный берег полуострова создаёт чрезвычайно большое количество бухт и гаваней — крупнейшим заливом является узкий Лимский залив.
Климат Истрии тёплый, очень сухой, особенно летом. Берега полуострова подвержены сильным ветрам. Один из них — холодный бура — дует в направлении с северо-востока; другой тёплый и влажный — jugo — дует с юго-востока.
На полуострове в большом количестве выращиваются виноград, оливки, инжир и самые разнообразные фрукты.
В Истрии сохранились прекрасные леса — более 35 % поверхности полуострова покрыто ими: основные деревья — сосна, дуб, вяз.

## История

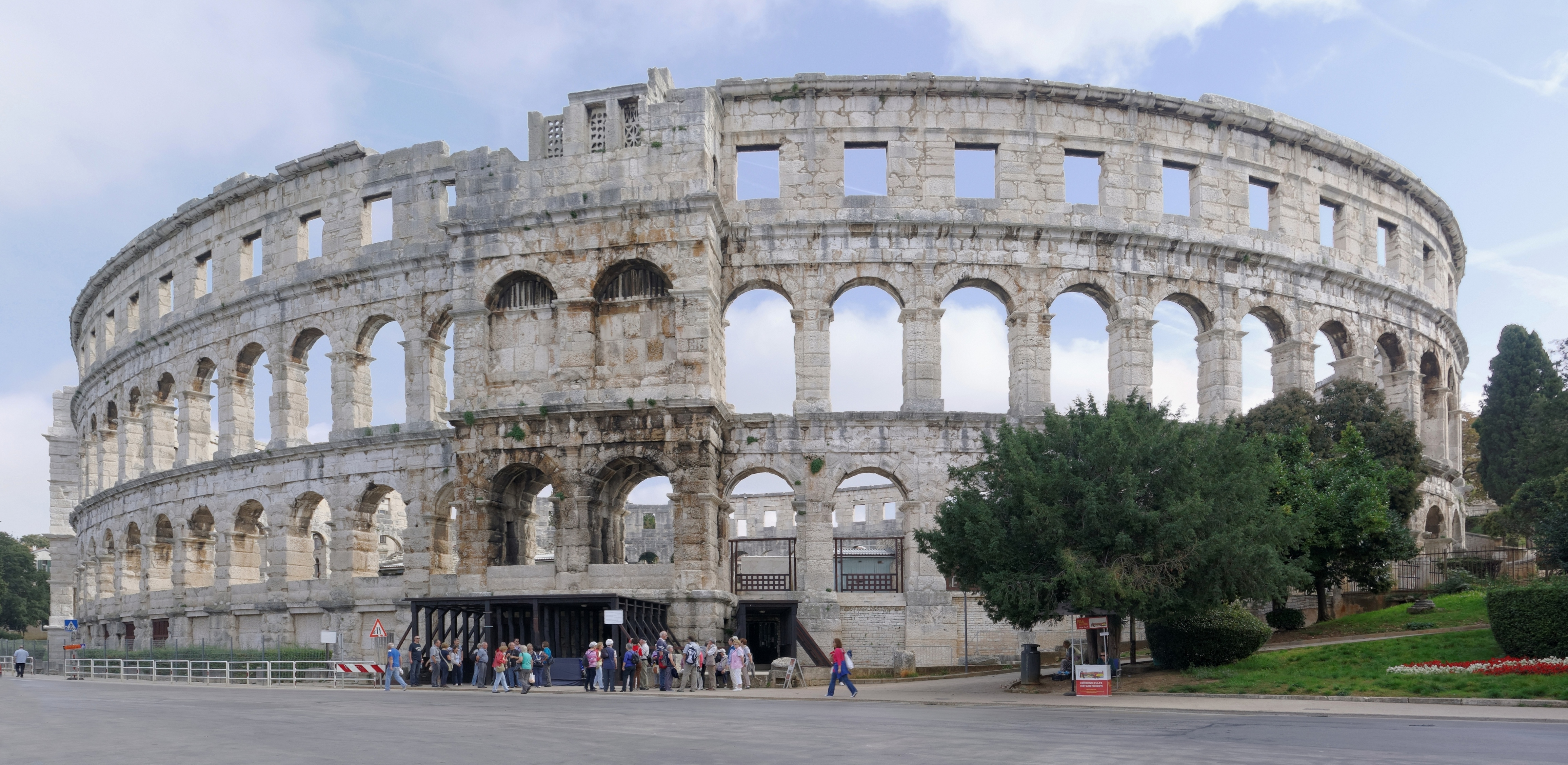
Амфитеатр в Пуле

Исторический флаг Истрии

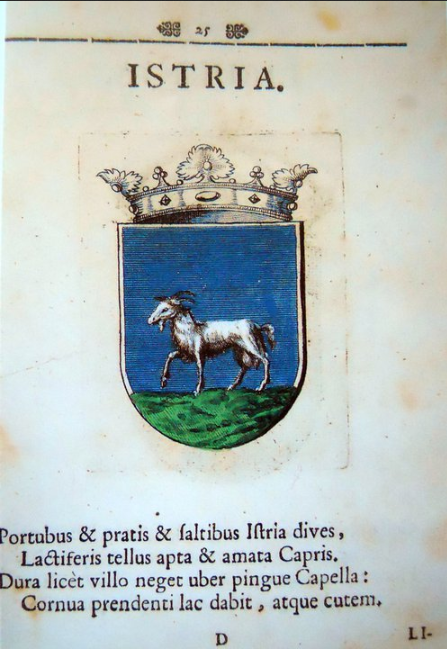
Герб Истрии в Стематографии, 1702

В бронзовом веке на полуострове поселяются истры, центром которых был город Несакций (англ.). Истры занимались пиратством и торговлей, которая достигала Балкан на востоке и Южной Италии на западе. В III в. до н. э. полуостров начинают колонизировать греки, основавшие, в частности, город на месте современной Пулы. Окончательно истры были покорены Римом в 177 г. до н. э.
После падения Западной Римской империи регион захватывался и разорялся готами и лангобардами, в 789 году был присоединён к франкскому королевству.
В VII веке на полуострове появились славянские племена, однако, в отличие от многих других территорий современной Хорватии, им не удалось вытеснить или ассимилировать романское население. Многовековое проживание бок о бок романского и славянского населения придало культурному и лингвистическому облику Истрии неповторимое своеобразие.
Впоследствии Истрией владели местные князья, пока наконец Истрия не была присоединена к Венеции.

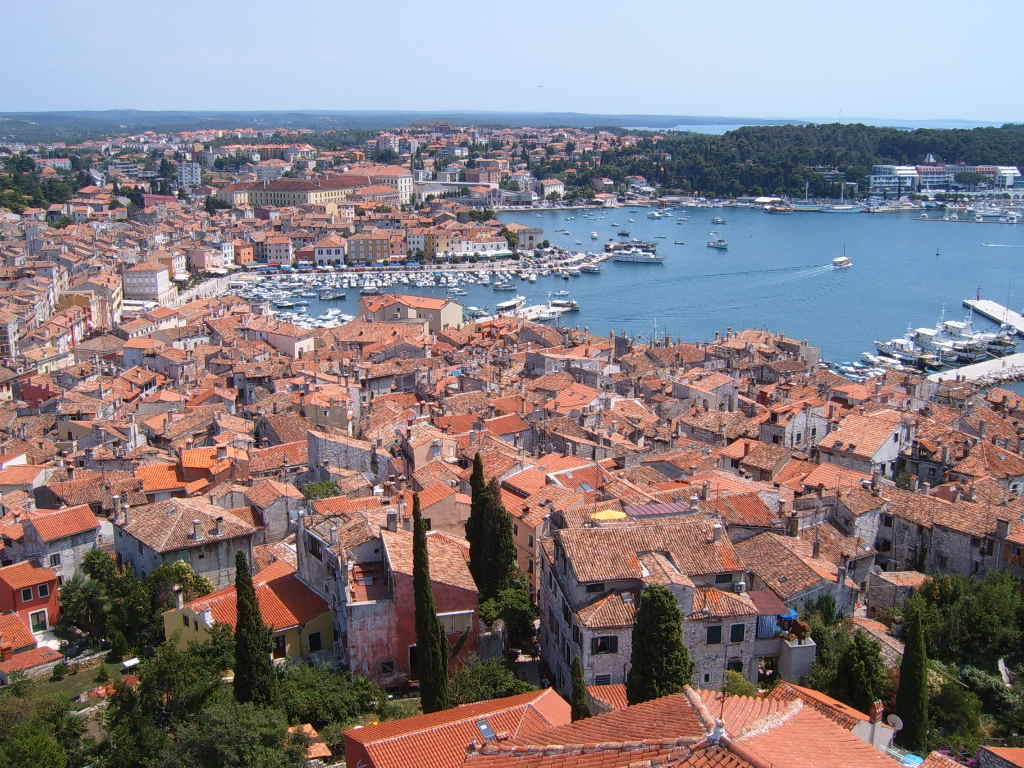
Город Ровинь

В венецианский период Истрия пережила небывалый культурный и экономический расцвет. Громадное количество средневековых дворцов, вилл, храмов, многие из которых сохранились до наших дней, были построены именно тогда.
После падения венецианской республики в 1797 году Истрия была присоединена к Австрии. В период 1805—1813 годов полуостров контролировали наполеоновские войска (см. Иллирийские провинции). В 1813 году Истрия снова отошла к Габсбургской монархии, войдя в состав Австрийского Приморья. В 1861 году были учреждены представительный орган Истрии — истарский сабор (хорв. Istarski sabor, нем. Landtag) и исполнительный орган — земельный комитет (хорв. Zemaljski odbor, нем. Landesausschuss), во главе с земельным губернатором (нем. Landeshauptmann).
После Первой мировой войны Истрия перешла Италии, в то время как другой приморский регион — Далмация — вошёл в состав Королевства сербов, хорватов и словенцев, позднее Королевства Югославия. В это тяжёлое время славянское население новообразованного региона Венеция-Джулия, хорваты и словенцы, были подвергнуты жёсткой итальянизации, были запрещены хорватский и словенский языки, гонениям подвергалась славянская культура. Уже в 1923/1924 учебном году итальянский язык стал языком обучения в первых классах хорватских и словенских школ, а с 1925 года на него было переведено делопроизводство и судопроизводство. Наконец 1 марта 1926 года были запрещены уроки хорватского и словенского языков. В ответ славянское население стало посылать детей учиться в соседнее Королевство сербов, хорватов и словенцев, но такие попытки были пресечены властями, которые запретили подобное обучение за границей указом от 3 декабря 1928 года. Также итальянизация коснулась имён и фамилий местного славянского населения. Декрет короля Виктора Эммануила III от 25 мая 1926 года возвратил первоначальный облик итальянских имён и фамилий в провинциях Тридент и Юлийская Крайна. Процесс итальянизации имён и фамилий затянулся — королевский декрет от 7 апреля 1927 года продлил действия упомянутого документа от 25 мая 1926 года. За отказ от изменения имени и фамилии полагался ощутимый штраф — от 500 до 3000 лир. Только в апреле — сентябре 1928 года местный префект своим декретом изменил более 2300 хорватских и словенских имён и фамилий. Что касается цыган, то в 1938 году около сотни представителей этого народа были переселены на Сардинию. Во времена Муссолини на полуостров было перевезено около 50 000 итальянских «колонистов».
После Второй мировой войны полуостров отошёл к Югославии, после чего этноязыковая политика развернулась в другую сторону. Репрессии коммунистического режима и этнические чистки в отношении итальянцев (см. фойба) вынудили большую часть итальянского населения полуострова эмигрировать в Италию. К 1956 году, когда исход итальянцев закончился, на полуострове осталась почти половина от его прежнего населения.
В составе Югославии полуостров был поделён административной границей между Хорватией и Словенией, весьма приблизительно проходящей по линии этноязыкового размежевания между народами. После распада Югославии в 1991 году условная административная граница стала государственной, что привело к тому, что полуостров впервые в своей истории оказался поделён между двумя странами.
В честь Истрии назван астероид (183) Истрия, открытый в 1878 году австрийским астрономом Иоганном Пализой в обсерватории Пула, расположенной на полуострове Истрия.

## Этнография и лингвистика

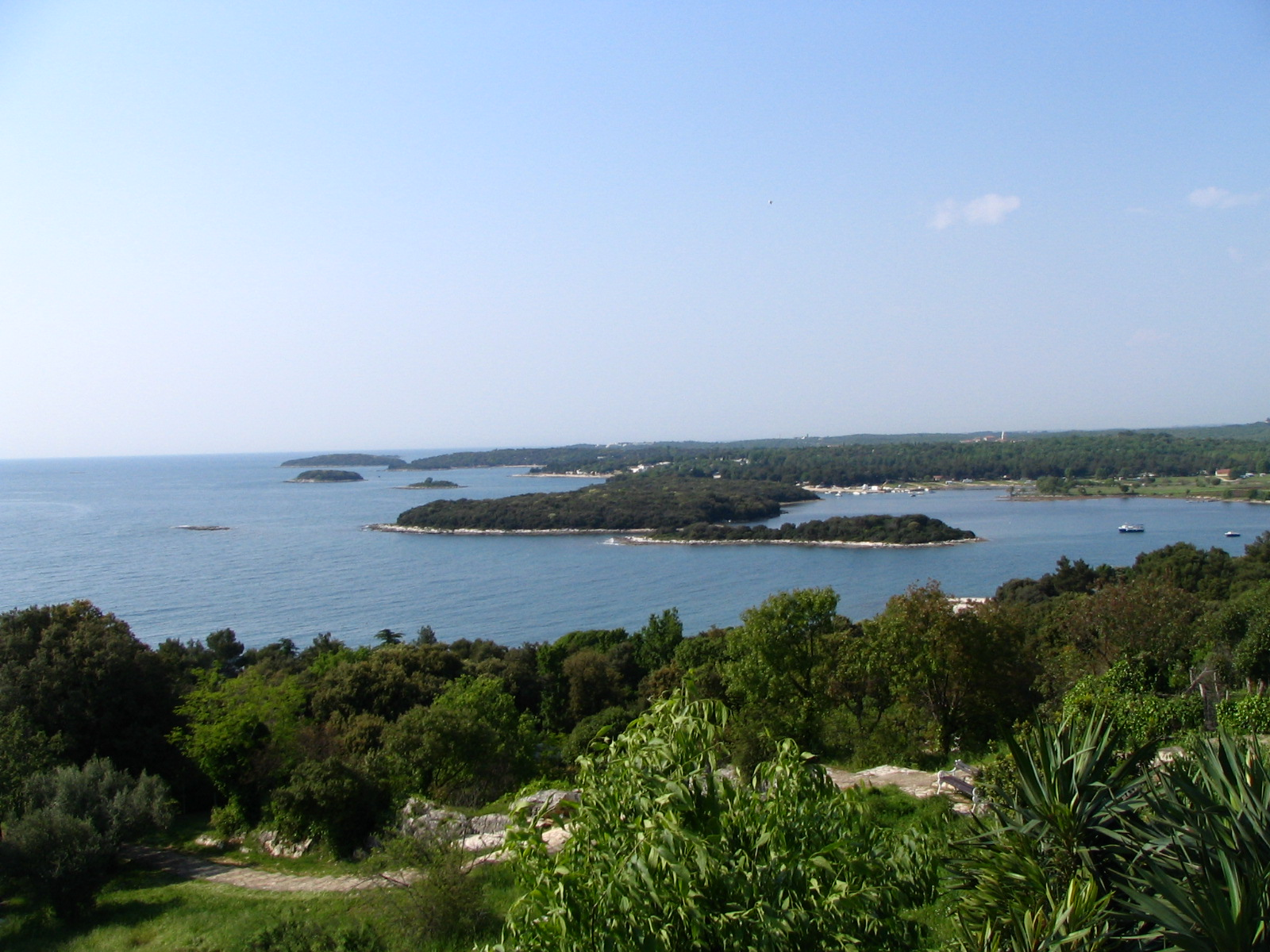
Вид на море возле г. Врсар

Длительное совместное проживание славянских и романских народов, их взаимное влияние на язык и культуру друг друга, а также многочисленные миграции тех или иных народностей с полуострова или на него привели к появлению уникальной этноязыковой композиции.
Применяя термины «хорваты», «итальянцы» и «словенцы», не следует забывать, что речь идёт именно об истрийских этносах, которые сильно обогатили друг друга, создав некий общеистрийский языковой и культурный компонент. Так, говоря о «хорватах» применительно к большинству населения полуострова, не следует забывать, что от прочих хорватов истрийские сильно отличаются языком, культурой и даже кухней. Что касается «итальянцев» в Истрии, то это слово может относиться и к потомкам людей, которые исторически здесь всегда проживали и сохранили принадлежность к романской культуре, и к славянам, перенявшим в XIX или XX веке итальянский язык и образ жизни, и к потомкам эмигрантов из Италии, приехавших в Истрию в период между мировыми войнами и не уехавших обратно в Италию после окончания Второй мировой войны.

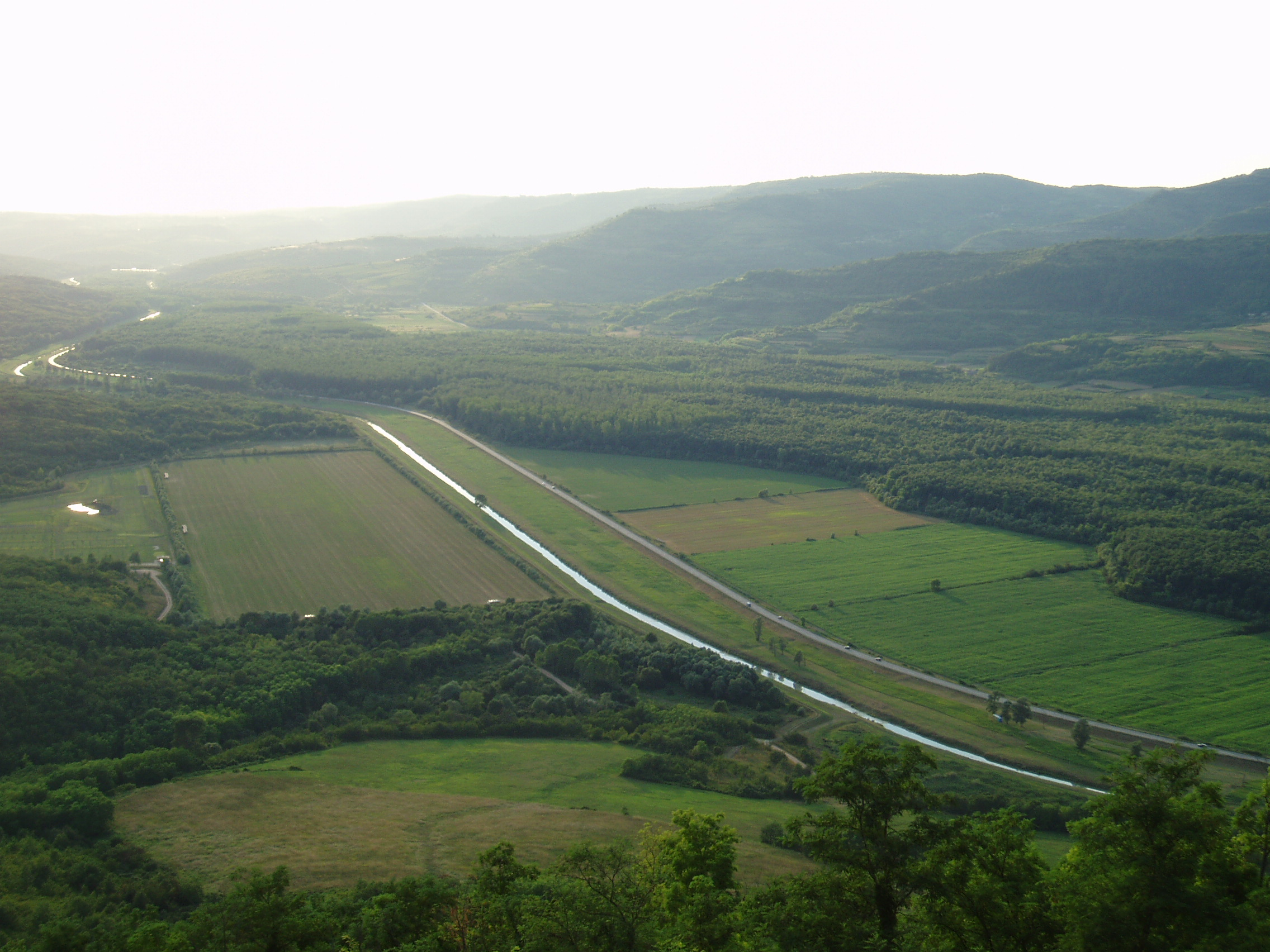
Долина р. Мирна

В 1910 году согласно переписи населения в Австро-Венгрии 41,6 % жителей Истрии говорили по-хорватски, 36,5 % по-итальянски, 13,7 % по-словенски, 3,3 % по-немецки, менее процента по-истроромански и истрорумынски. События XX века привели к сильному сокращению числа людей, считающих итальянский язык родным. Несмотря на это, в большинстве городах Истрии , как в Хорватии, так и в Словении сохраняется двуязычие, а итальянский, к примеру является вторым официальным языком Истарской жупании в Хорватии. Кроме того, в истарских диалектах хорватского и словенского языков очень много заимствованных итальянских слов.
В 2001 году перепись населения в хорватской части Истрии принесла следующие результаты по национальному составу: хорваты — 71,9 %, итальянцы — 6,9 %, словенцы — 4,3 %, сербы — 1,5 %, прочие национальности менее 1 %. Около 10 % определили себя как истрияне.
Истророманский и истрорумынский языки — отдельные языки романской группы.  
На истророманском языке некогда говорили почти на всем юго-западе полуострова. Ныне он находится на грани исчезновения и употребляется лишь небольшим количеством людей в городах Ровинь и Воднян. 
Истрорумынский язык до XIX века был распространён на востоке Истрии, а также на островах Раб и Крк. Сейчас находится на грани вымирания, сохранился лишь в нескольких селениях восточной части полуострова. В 1982—1983 гг. на нём говорили только 555 человек. Точное число носителей языка в настоящее время неизвестно.

## Достопримечательности

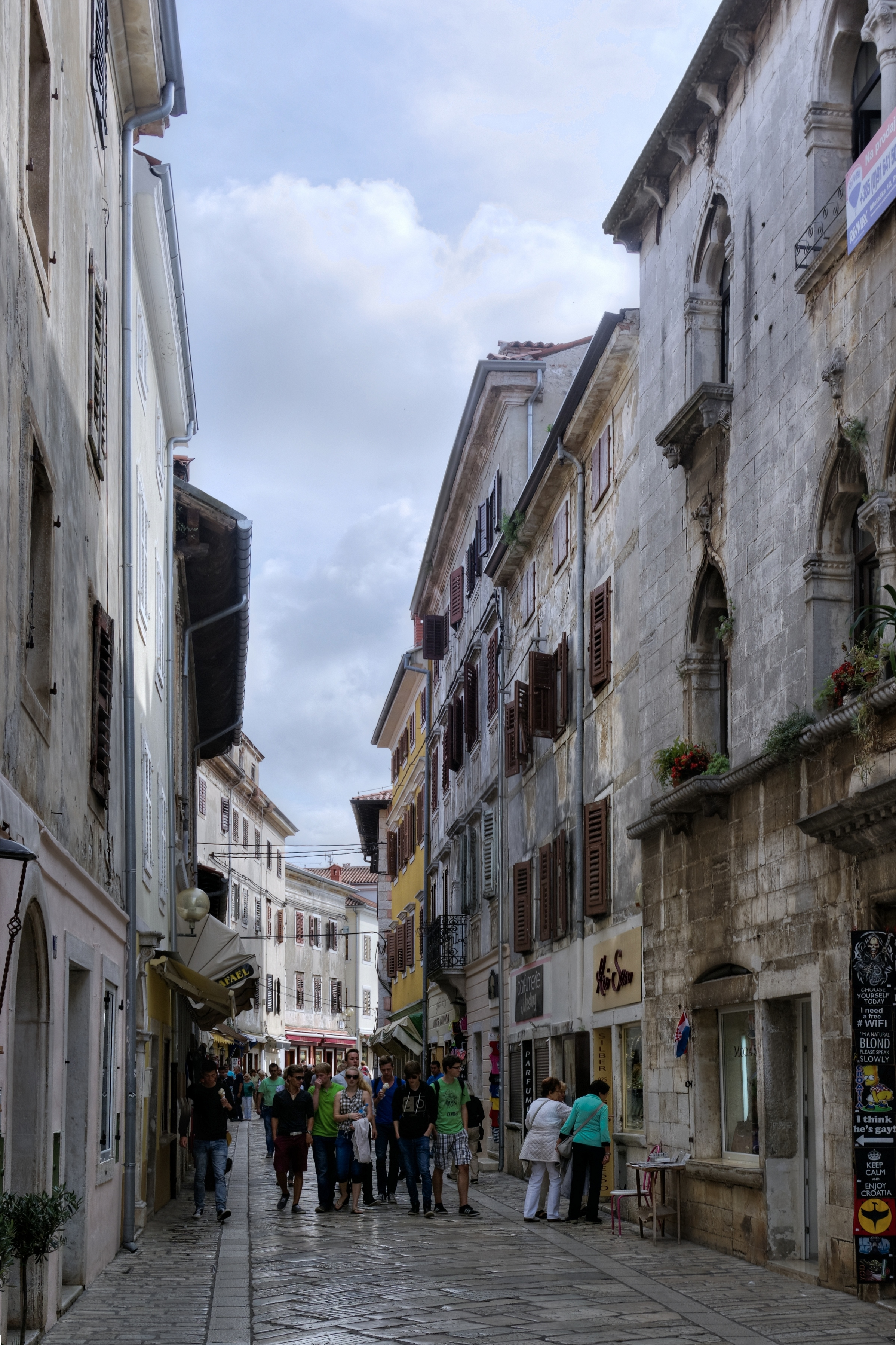
Улица Декуманус в г. Пореч

- Города Пула, Пореч, Ровинь, Пиран, Копер — см. соответствующие статьи.
- Хум — самый маленький город в мире.
- Аллея глаголицы — памятник старейшему славянскому алфавиту.
- Буе и Грожнян — маленькие старинные городки в западной части полуострова недалеко от побережья.
- Бриони — национальный парк Хорватии. Включает в себя группу островов, расположенных возле побережья Истрии в 6 км от Пулы.
- Лимский залив — длинный узкий залив, вдающийся в западную часть полуострова. Традиционное место разведения устриц и мидий. Красивые пейзажи.
- Балэ и Воднян — два красивых соседних городка на холмах. Главными достопримечательностями в Балэ являются Дворец Бембо (XV век) в стиле итальянской неоготики, а в Водняне — церковь св. Блажа в стиле барокко.
- Ловран и Опатия — города на самом северо-востоке полуострова неподалёку от Риеки на берегу Кварнерского залива. Этот участок побережья Истрии ещё с венецианских времён был излюбленным местом для отдыха знати.
- Двиград — развалины древней крепости около Лимского залива, покинутой жителями в XVII веке.
- Кркавческий камень — 2,5-метровый рельефный каменный мегалит I века н. э., найденный в районе Кркавче[словен.].

## Люди, биографически связанные с Истрией
- Антонио Иве — филолог, исследователь языка и фольклора Истрии.
- Джузеппе Тартини — итальянский скрипач, композитор, музыкальный теоретик и педагог.
- Марио Андретти — американский автогонщик итальянского происхождения.
- Фульвио Томицца — итальянский писатель.